# Irrisor namaquois
Rhinopomastus cyanomelas
Espèce
Synonymes
- Falcinellus cyanomelas Vieillot, 1819
(protonyme)

Statut de conservation UICN

 LC  : Préoccupation mineure
L'Irrisor namaquois (Rhinopomastus cyanomelas) est une espèce d'oiseaux de la famille des Phoeniculidae.

## Répartition
Cet oiseau fréquente les régions arides du sud et l'est de l'Afrique subsaharienne.